# Metropolis in Ionien
Koordinaten: 38° 7′ 30″ N, 27° 19′ 21″ O

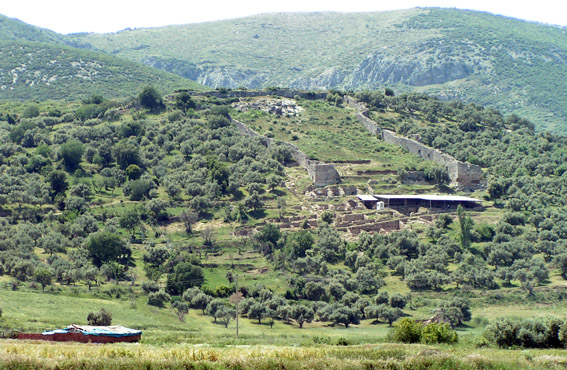
Blick auf das Stadtgebiet von Osten

Metropolis war eine antike Stadt in der Landschaft Ionien. Sie liegt auf einem Berg bei Özbey im Landkreis Torbalı in der Provinz Izmir in der Westtürkei.

## Name
Der Name des Ortes (altgriechisch Μητρόπολις, von μήτηρ für Mutter und πόλις für Stadt, andere Namen Ματρόπολις, Μητρόπολις ἡ Εφέσια, Μητρόπολις ἔν Ἰωνία) bezieht sich auf eine Muttergottheit. Zwei kleine Kulthöhlen für eine anatolische Fruchtbarkeitsgöttin (Meter Gallesia) wurden in der Ortschaft Uyuzdere am Fuße des Berges Gallesion (Alamandağ), etwa 4,5 Kilometer nordwestlich der Stadt, gefunden. Der Name der nahe gelegenen türkischen Stadt Torbalı ist eine türkische Umformung von Metropolis.

## Geschichte und Archäologie

### Neolithikum
Auf dem 2 km westlich gelegenen xx konnte eine Siedlung vom ausgehenden 7. bis zur ersten Hälfte des 4. Jahrtausends v. Chr. nachgewiesen werden.

### Bronzezeit
Funde von Tonscherben, Steinäxten und Obsidian-Fragmenten auf der Akropolis weisen darauf hin, dass der Ort bereits in der frühen Bronzezeit (3. Jahrtausend v. Chr.) besiedelt war. Auf der Akropolis wurde auch ein Stempelsiegel aus dem späten 2. Jahrtausends v. Chr. gefunden.
Bademgediği Tepe
Auf dem nahe gelegenen Bademgediği Tepe wurde eine befestigte spätbronzezeitliche Siedlung entdeckt, die möglicherweise mit Puranda, einer Stadt des Arzawa-Reichs zu identifizieren ist, die, nachdem sich Tapalazunauli, der Sohn des letzten arzawischen Königs Uḫḫaziti, dort 1317 v. Chr. verschanzte, vom hethitischen König Muršili II. belagert und ausgehungert wurde. Unter anderem kam bei den Ausgrabungen auch viel lokal hergestellte mykenische Keramik aus dem 14. und 12. Jahrhundert v. Chr. ans Licht, darunter Fragmente eines Kraters mit Darstellung einer Seeschlacht aus dem frühen 12. Jahrhundert v. Chr. Im 12. Jahrhundert v. Chr. (Schicht II) wurde die Siedlung durch eine neue Wehrmauer aus Zyklopenmauerwerk befestigt.

### Antike
Auf der Akropolis gefundene geometrische und archaische Keramik konnte in die Zeit von 725 bis 500 v. Chr. datiert werden. Der Archäologe Recep Meriç schließt daraus auf eine Stadtgründung um 725 v. Chr. In dieser Zeit beschränken sich die Funde auf das Gebiet der Akropolis. Aus dem 4. und 3. Jahrhundert v. Chr. fehlen jegliche Funde.
In hellenistischer Zeit im 3. und 2. Jahrhundert v. Chr. hatte die Stadt ihre Blütezeit unter den Attaliden. Es begann eine verstärkte städtische Entwicklung, die durch den Bau von Stadtmauern und Befestigungsanlagen zu erkennen ist. Es wurde mit dem Bau des Arestempels auf der Akropolis begonnen sowie anderer Monumentalbauwerke, der Stoa, des Buleuterions und des Theaters an den Berghängen.
In römischer Zeit wurden im Theater Altäre mit Reliefs zu Ehren des Kaisers Augustus und seines Großneffen Germanicus errichtet. Am Nordhang wurden ein Bad und ein Gymnasium gebaut. Ein überregionales Fest namens Sebaste Kaisareia wurde begründet. Das Erdbeben von 17 n. Chr. hat zumindest die Stoa in Mitleidenschaft gezogen.

### Nachantike
In byzantinischer Zeit wurde etwa im 14. Jahrhundert eine Festung zwischen Akropolis und Stoa errichtet. Bald nach der Eroberung durch die Osmanen im 15. Jahrhundert wurde die Stadt aufgegeben, die Bewohner zogen nach Torbalı.

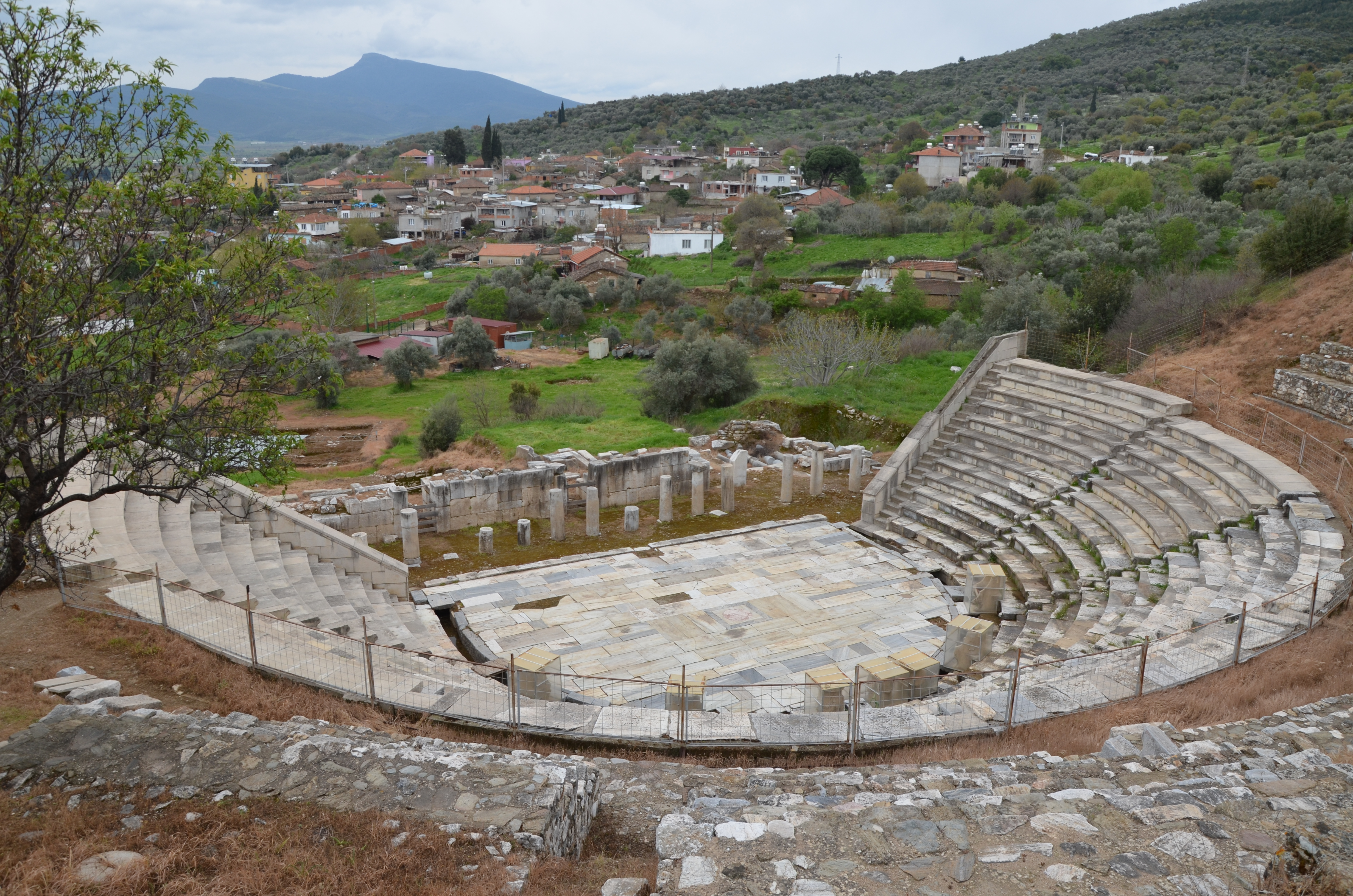
Theater
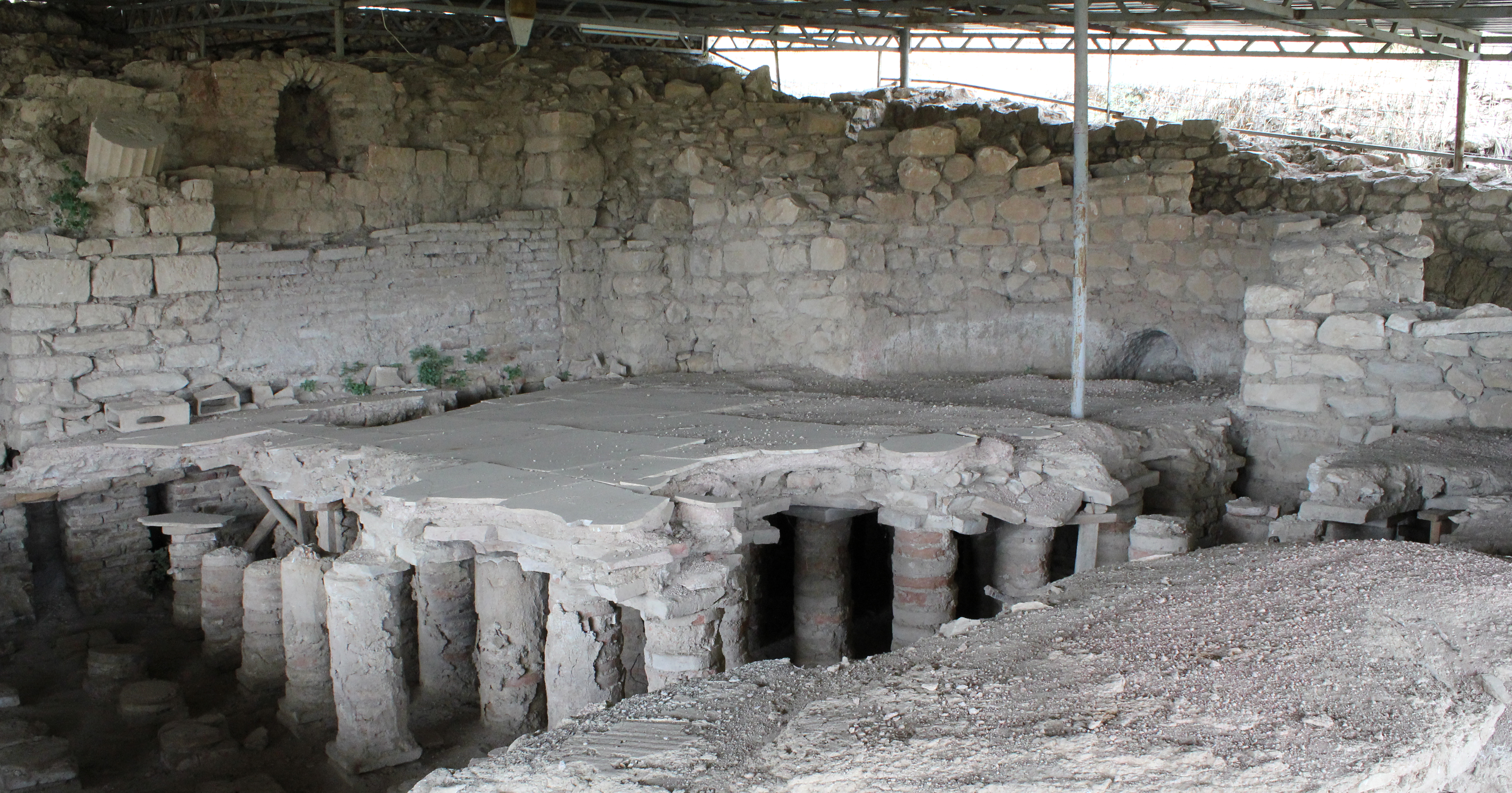
Hypokaust in den Thermen
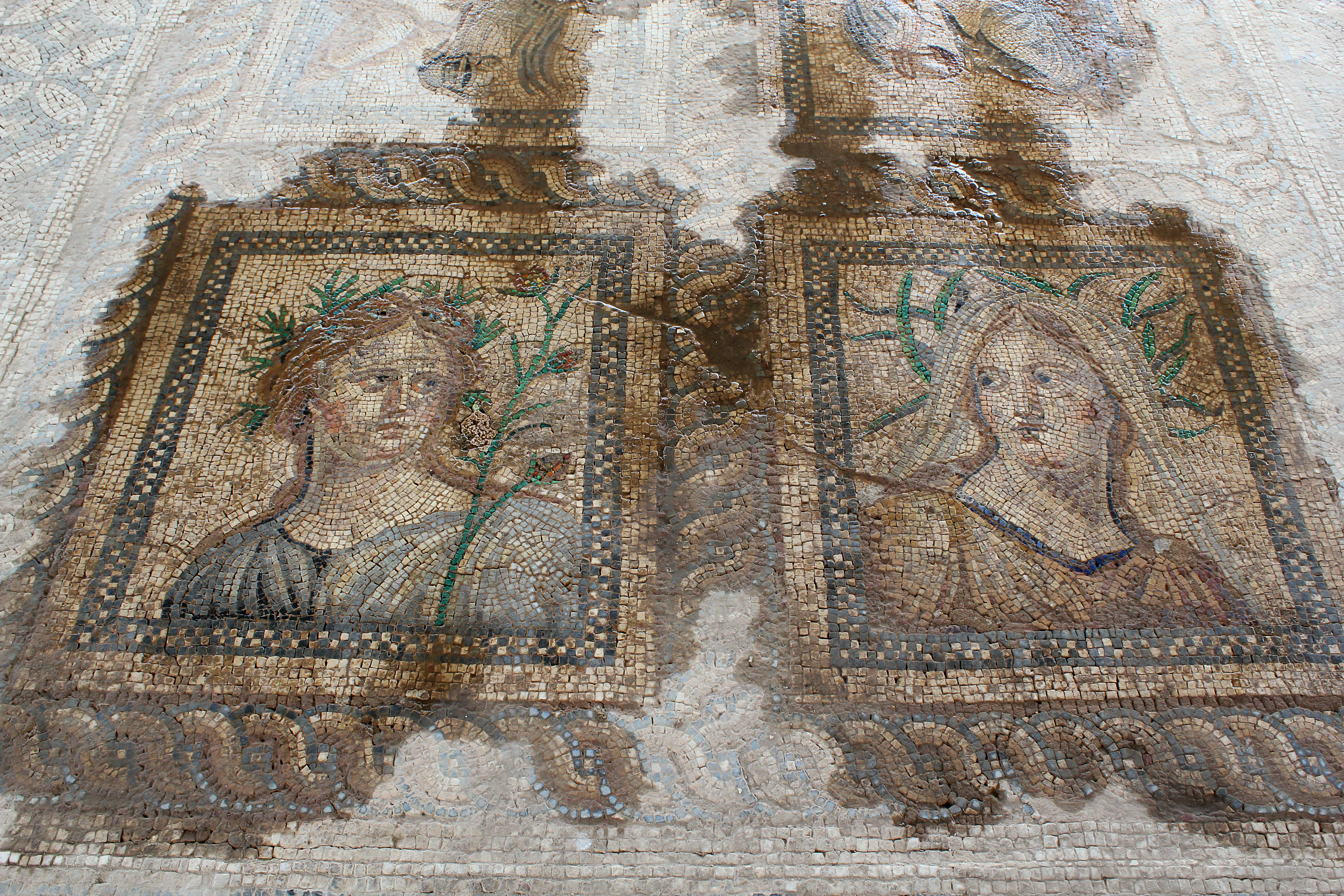
Mosaiken in einem Nebengebäude des Theaters
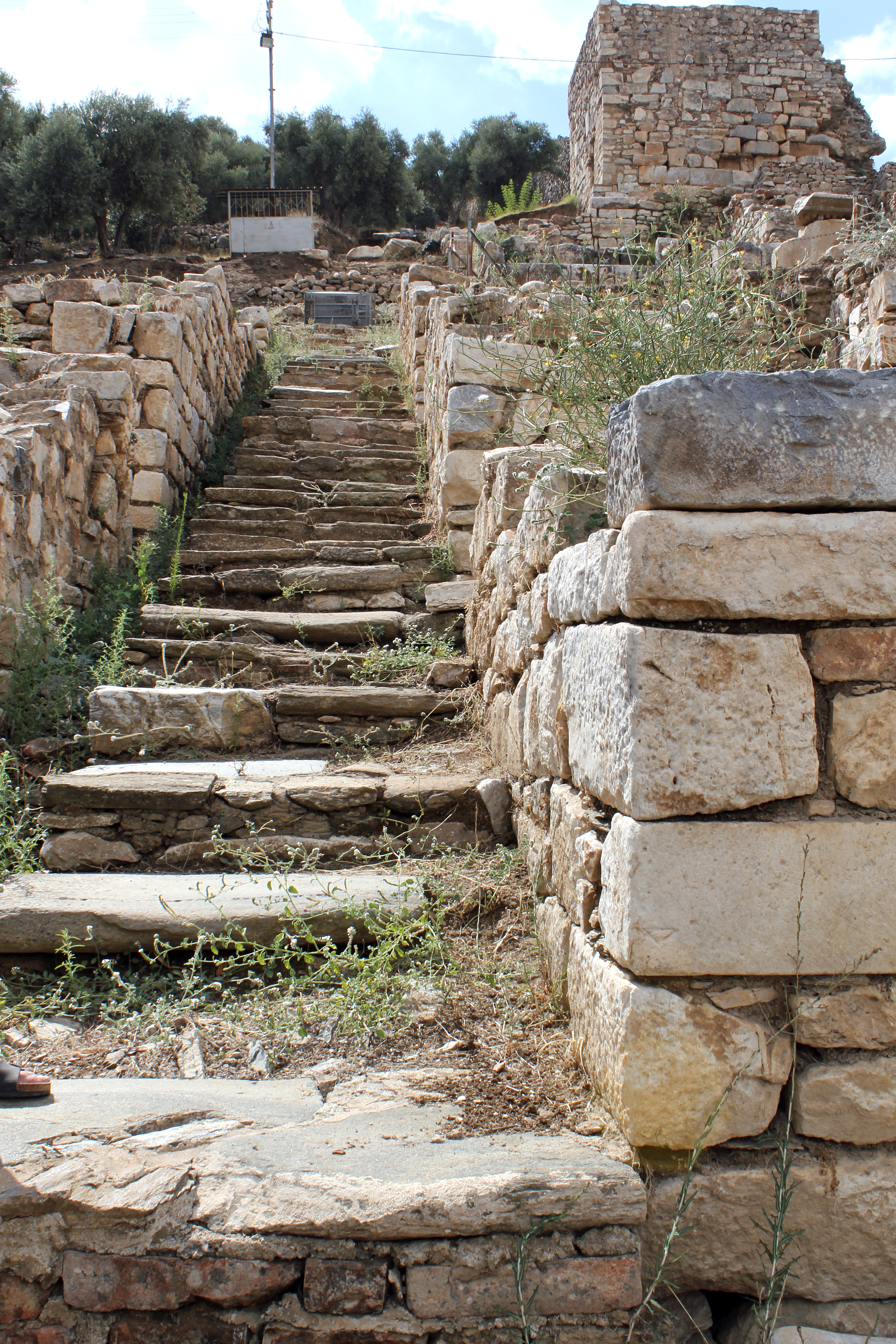
Treppe vom Bad zu einem Befestigungsturm

## Münzprägung

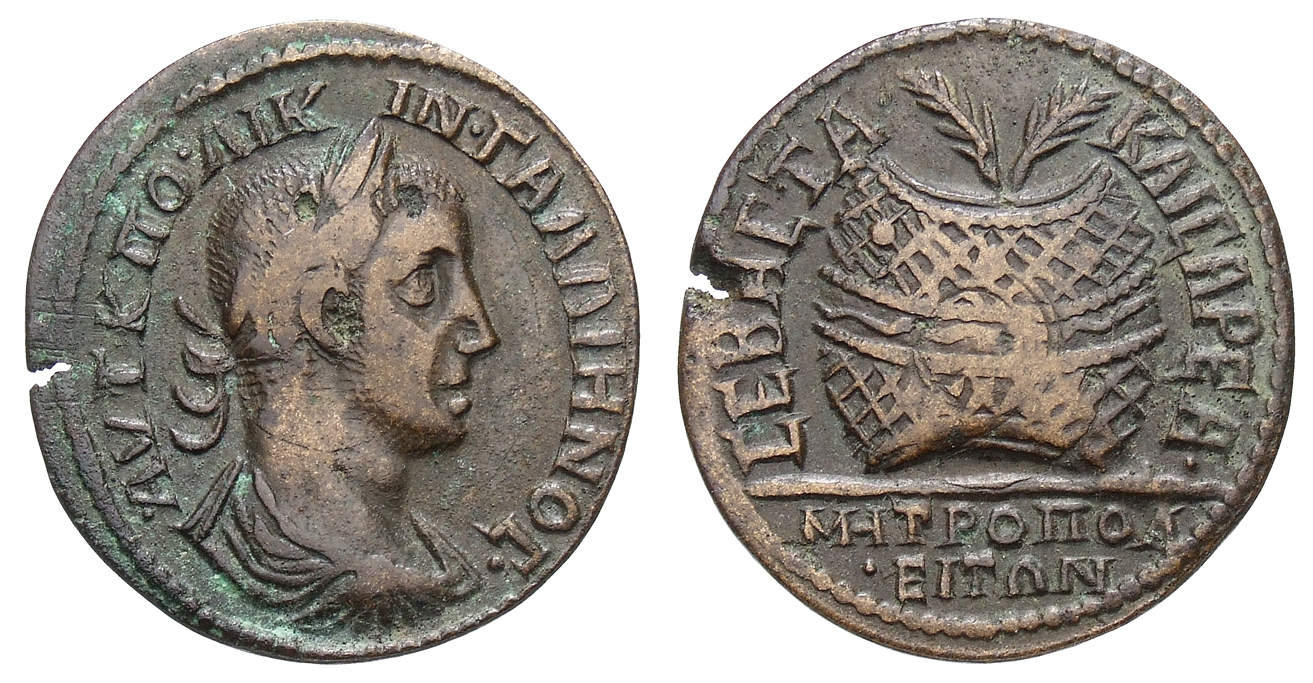
Münze von Metropolis aus der Zeit des Gallienus (253–268)

Vom 2. Jahrhundert v. Chr. bis zum 3. Jahrhundert n. Chr. prägte Metropolis Münzen.

## Erforschung
Die Stadt wurde ab 1989 unter Leitung von Recep Meriç von der Dokuz Eylül Üniversitesi in Izmir erforscht. Er hatte bereits 1972 bis 1975 einen Survey auf dem Gebiet der Stadt durchgeführt. Seit 2007 leitet Serdar Aybek die Ausgrabungen. 2004 bis 2008 war das Museum für Kulturgeschichte der Universität Oslo beteiligt, wobei Håkon Ingvalsden die Münzfunde bearbeitete. Die Inschriften von Metropolis werden von Boris Dreyer bearbeitet.